# Malvaglia
Malvaglia is een plaats en voormalige gemeente in het Zwitserse kanton Ticino, en maakt deel uit van het district Blenio.
Malvaglia telt 1287 inwoners.